# Château de Champcomeau
Le château de Champcomeau est situé sur la commune d'Alligny-en-Morvan (France).

## Localisation
Le château est situé sur la commune d'Alligny-en-Morvan, située dans le département de la Nièvre en région Bourgogne-Franche-Comté.

## Description
Le château de Champcomeau, au nord du bourg vis-à-vis de ce hameau, se trouve sur un monticule dominant la rivière, connu sous le nom de Tour-d'Ocle. Sa position et les vestiges de ses anciens fossés montrent bien qu'il avait de l'importance.  

## Historique
Le château de Champcomeau doit son second nom à l'un de ses propriétaires, Jean d'Ocle, seigneur en partie d'Alligny et faisant partie des assiégeants de Château-Chinon en 1412. Cette terre située sur la rive gauche de la rivière fut rattachée au XIIIe siècle à la baronnie d'Island-lès-Saulieu. Le patrimoine revenant au plus jeune fils de Jean Ier d'Aligny : Girard d'Aligny dit Besort, entré comme novice à l'abbaye de Saint-Martin d'Autun en 1284.